# Zapasy na Letnich Igrzyskach Olimpijskich 1952 – kategoria do 52 kg w stylu klasycznym
Zmagania mężczyzn do 52 kg to jedna z ośmiu męskich konkurencji w zapasach w stylu klasycznym rozgrywanych podczas Letnich Igrzysk Olimpijskich 1952. Pojedynki w tej kategorii wagowej odbyły się w dniach 24–26 lipca.
Punktacja opierała się na systemie „złych punktów karnych”. Przegrany otrzymywał 3 punkty. Zwycięzca otrzymywał zero punktów za wygraną przez „tusz” (łopatki), a jeden punkt za wygraną decyzją trzech sędziów. Uzyskanie pięciu lub więcej punktów karnych eliminowało zapaśnika z turnieju. Najlepsza trójka walczyła w rundzie finałowej.

## Klasyfikacja[1]
| Lp. | Państwo        | Zawodnik           |
| --- | -------------- | ------------------ |
| 1   | ZSRR           | Boris Guriewicz    |
| 2   | Włochy         | Ignazio Fabra      |
| 3   | Finlandia      | Leo Honkala        |
| 4   | Niemcy         | Heini Weber        |
| 5   | Egipt          | Mahmud Umar Fauzi  |
| .   | Szwecja        | Bengt Johansson    |
| 7   | Belgia         | Maurice Mewis      |
| .   | Jugosławia     | Borivoje Vukov     |
| 9   | Rumunia        | Dumitru Pârvulescu |
| .   | Dania          | Svend Aage Thomsen |
| .   | Węgry          | Béla Kenéz         |
| 12  | Austria        | Franz Brunner      |
| .   | Turcja         | Fahrettin Akbaş    |
| .   | Czechosłowacja | Josef Zeman        |
| .   | Saara          | Werner Zimmer      |
| .   | Francja        | Edmond Faure       |
| 17  | Norwegia       | Frithjof Clausen   |

## Wyniki

### Pierwsza runda[2]
| Zwycięzca          | Punkty karne | Wynik        | Przegrany          | Punkty karne |
| ------------------ | ------------ | ------------ | ------------------ | ------------ |
| Heini Weber        | 0            | Łopatki      | Werner Zimmer      | 3            |
| Béla Kenéz         | 1            | Decyzja, 3:0 | Fahrettin Akbaş    | 3            |
| Boris Guriewicz    | 1            | Decyzja, 3:0 | Borivoje Vukov     | 3            |
| Svend Aage Thomsen | 1            | Decyzja, 3:0 | Josef Zeman        | 3            |
| Maurice Mewis      | 1            | Decyzja, 3:0 | Dumitru Pârvulescu | 3            |
| Bengt Johansson    | 1            | Decyzja, 3:0 | Franz Brunner      | 3            |
| Ignazio Fabra      | 1            | Decyzja, 3:0 | Edmond Faure       | 3            |
| Mahmud Umar Fauzi  | 0            | Łopatki      | Frithjof Clausen   | 3            |
| Leo Honkala        | 0            | Bez walki    |                    |              |

### Druga runda[3]
| Zwycięzca          | Punkty karne | Wynik        | Przegrany          | Punkty karne |
| ------------------ | ------------ | ------------ | ------------------ | ------------ |
| Leo Honkala        | 0            | Łopatki      | Werner Zimmer      | 6            |
| Heini Weber        | 1            | Decyzja, 3:0 | Fahrettin Akbaş    | 6            |
| Borivoje Vukov     | 3            | Łopatki      | Béla Kenéz         | 4            |
| Boris Guriewicz    | 1            | Łopatki      | Svend Aage Thomsen | 4            |
| Maurice Mewis      | 1            | Łopatki      | Josef Zeman        | 6            |
| Dumitru Pârvulescu | 4            | Decyzja, 3:0 | Franz Brunner      | 6            |
| Bengt Johansson    | 2            | Decyzja, 3:0 | Edmond Faure       | 6            |
| Ignazio Fabra      | 1            | Łopatki      | Mahmud Umar Fauzi  | 3            |
|                    |              | Wycofał się  | Frithjof Clausen   | –            |

### Trzecia runda[4]
| Zwycięzca         | Punkty karne | Wynik        | Przegrany          | Punkty karne |
| ----------------- | ------------ | ------------ | ------------------ | ------------ |
| Leo Honkala       | 1            | Decyzja, 2:1 | Heini Weber        | 4            |
| Boris Guriewicz   | 2            | Decyzja, 3:0 | Béla Kenéz         | 7            |
| Borivoje Vukov    | 4            | Decyzja, 3:0 | Svend Aage Thomsen | 7            |
| Bengt Johansson   | 3            | Decyzja, 3:0 | Maurice Mewis      | 4            |
| Ignazio Fabra     | 1            | Decyzja, 3:0 | Dumitru Pârvulescu | 7            |
| Mahmud Umar Fauzi | 3            | Bez walki    |                    |              |

### Czwarta runda[5]
| Zwycięzca       | Punkty karne | Wynik        | Przegrany         | Punkty karne |
| --------------- | ------------ | ------------ | ----------------- | ------------ |
| Leo Honkala     | 2            | Decyzja, 3:0 | Mahmud Umar Fauzi | 6            |
| Heini Weber     | 5            | Decyzja, 3:0 | Borivoje Vukov    | 7            |
| Boris Guriewicz | 3            | Decyzja, 3:0 | Maurice Mewis     | 7            |
| Ignazio Fabra   | 2            | Decyzja, 3:0 | Bengt Johansson   | 6            |

### Runda finałowa
| Zwycięzca       | Wynik        | Przegrany     |
| --------------- | ------------ | ------------- |
| Boris Guriewicz | Decyzja, 3:0 | Leo Honkala   |
| Ignazio Fabra   | Decyzja, 3:0 | Leo Honkala   |
| Boris Guriewicz | Decyzja, 3:0 | Ignazio Fabra |